# Ciclismo nos Jogos Asiáticos
O ciclismo é um dos desportos presentes nos Jogos Asiáticos. Faz parte do programa desde a primeira edição em 1951. Apenas os Jogos de 1954 não incluem o ciclista no seu programa.

## Edições
| Jogos | Ano  | Cidade hóspede    | País hóspede  | Melhor nação |
| ----- | ---- | ----------------- | ------------- | ------------ |
| I     | 1951 | Nova Delhi        | Índia         | Japão        |
| III   | 1958 | Tóquio            | Japão         |              |
| IV    | 1962 | Jacarta           | Indonésia     | Indonésia    |
| V     | 1966 | Bangkok           | Tailândia     |              |
| VI    | 1970 | Bangkok           | Tailândia     | Japão        |
| VII   | 1974 | Teerão            | Irão          | Japão        |
| VIII  | 1978 | Bangkok           | Tailândia     | Japão        |
| IX    | 1982 | Nova Delhi        | Índia         | Japão        |
| X     | 1986 | Seul              | Coreia do Sul | Japão        |
| XI    | 1990 | Beijing           | China         | China        |
| XII   | 1994 | Hiroshima         | Japão         | China        |
| XIII  | 1998 | Bangkok           | Tailândia     | China        |
| XIV   | 2002 | Busan             | Coreia do Sul | China        |
| XV    | 2006 | Doha              | Catar         | China        |
| XVI   | 2010 | Guangzhou         | China         | China        |
| XVII  | 2014 | Incheon           | Coreia do Sul | China        |
| XVIII | 2018 | Jacarta-Palembang | Indonésia     | China        |

## Provas

### BMX
| Prova              | 51 | 58 | 62 | 66 | 70 | 74 | 78 | 82 | 86 | 90 | 94 | 98 | 02 | 06 | 10 | 14 | Anos |
| ------------------ | -- | -- | -- | -- | -- | -- | -- | -- | -- | -- | -- | -- | -- | -- | -- | -- | ---- |
|                    |    |    |    |    |    |    |    |    |    |    |    |    |    |    |    |    |      |
| Carreira masculina |    |    |    |    |    |    |    |    |    |    |    |    |    |    | X  | X  | 2    |
| Carreira feminina  |    |    |    |    |    |    |    |    |    |    |    |    |    |    | X  | X  | 2    |
|                    |    |    |    |    |    |    |    |    |    |    |    |    |    |    |    |    |      |
| Total              | 0  | 0  | 0  | 0  | 0  | 0  | 0  | 0  | 0  | 0  | 0  | 0  | 0  | 0  | 2  | 2  |      |

### BTT
| Prova                  | 51 | 58 | 62 | 66 | 70 | 74 | 78 | 82 | 86 | 90 | 94 | 98 | 02 | 06 | 10 | 14 | Anos |
| ---------------------- | -- | -- | -- | -- | -- | -- | -- | -- | -- | -- | -- | -- | -- | -- | -- | -- | ---- |
|                        |    |    |    |    |    |    |    |    |    |    |    |    |    |    |    |    |      |
| Cross-country homens   |    |    |    |    |    |    |    |    |    |    |    | X  | X  |    | X  | X  | 4    |
| Descida Homens         |    |    |    |    |    |    |    |    |    |    |    | X  | X  |    |    |    | 2    |
| Cross-country mulheres |    |    |    |    |    |    |    |    |    |    |    | X  | X  |    | X  | X  | 4    |
| Descida Mulheres       |    |    |    |    |    |    |    |    |    |    |    | X  | X  |    |    |    | 2    |
|                        |    |    |    |    |    |    |    |    |    |    |    |    |    |    |    |    |      |
| Total                  | 0  | 0  | 0  | 0  | 0  | 0  | 0  | 0  | 0  | 0  | 0  | 4  | 4  | 0  | 2  | 2  |      |

### Rota
| Prova                                 | 51 | 58 | 62 | 66 | 70 | 74 | 78 | 82 | 86 | 90 | 94 | 98 | 02 | 06 | 10 | 14 | Anos |
| ------------------------------------- | -- | -- | -- | -- | -- | -- | -- | -- | -- | -- | -- | -- | -- | -- | -- | -- | ---- |
|                                       |    |    |    |    |    |    |    |    |    |    |    |    |    |    |    |    |      |
| Ciclismo em estrada masculina         | X  | X  | X  | X  | X  | X  | X  | X  | X  | X  | X  | X  | X  | X  | X  | X  | 16   |
| Ciclismo em estrada masculina open    |    |    | X  |    |    |    |    |    |    |    |    |    |    |    |    |    | 1    |
| Contrarrelógio masculina              |    |    |    |    |    |    |    |    |    |    |    | X  | X  | X  | X  | X  | 5    |
| Carreira por equipas masculinas       |    | X  | X  | X  | X  |    |    |    |    |    |    |    |    |    |    |    | 4    |
| Contrarrelógio por equipas masculinas |    |    | X  | X  | X  | X  | X  | X  | X  | X  | X  |    |    | X  |    |    | 10   |
| Ciclismo em estrada feminina          |    |    |    |    |    |    |    |    | X  | X  | X  | X  | X  | X  | X  | X  | 8    |
| Contrarrelógio feminina               |    |    |    |    |    |    |    |    |    |    |    | X  | X  | X  | X  | X  | 5    |
|                                       |    |    |    |    |    |    |    |    |    |    |    |    |    |    |    |    |      |
| Total                                 | 1  | 2  | 4  | 3  | 3  | 2  | 2  | 2  | 3  | 3  | 3  | 4  | 4  | 5  | 4  | 4  |      |

### Pista
| Prova                                 | 51 | 58 | 62 | 66 | 70 | 74 | 78 | 82 | 86 | 90 | 94 | 98 | 02 | 06 | 10 | 14 | Anos |
| ------------------------------------- | -- | -- | -- | -- | -- | -- | -- | -- | -- | -- | -- | -- | -- | -- | -- | -- | ---- |
|                                       |    |    |    |    |    |    |    |    |    |    |    |    |    |    |    |    |      |
| Velocidade Homens                     | X  | X  |    |    |    | X  | X  | X  | X  | X  | X  | X  | X  | X  | X  | X  | 13   |
| Quilómetro Homens                     | X  | X  |    | X  | X  | X  | X  | X  | X  | X  | X  | X  | X  | X  |    |    | 13   |
| Keirin homens                         |    |    |    |    |    |    |    |    |    |    |    |    | X  | X  | X  | X  | 4    |
| Perseguição individual homens         |    |    |    | X  | X  | X  | X  | X  | X  | X  | X  | X  | X  | X  | X  |    | 12   |
| Corrida por pontos homens             |    |    |    |    |    |    |    | X  | X  | X  | X  | X  | X  | X  | X  |    | 8    |
| 800 metros desiste agrupados homens   |    |    |    | X  | X  |    |    |    |    |    |    |    |    |    |    |    | 2    |
| 1600 metros arranque agrupados homens |    |    |    | X  | X  |    |    |    |    |    |    |    |    |    |    |    | 2    |
| 4800 metros arranque agrupados homens |    |    |    | X  | X  |    |    |    |    |    |    |    |    |    |    |    | 2    |
| 10 km arranque agrupados homens       |    |    |    | X  | X  |    |    |    |    |    |    |    |    |    |    |    | 2    |
| Omnium homens                         |    |    |    |    |    |    |    |    |    |    |    |    |    |    |    | X  | 1    |
| Tandem Homens                         |    | X  |    |    |    |    |    |    |    |    |    |    |    |    |    |    | 1    |
| Americana homens                      |    |    |    |    |    |    |    |    |    |    |    |    | X  | X  |    |    | 2    |
| Velocidade por equipas homens         |    |    |    |    |    |    |    |    |    |    |    |    | X  | X  | X  | X  | 4    |
| Perseguição por equipas homens        | X  | X  |    | X  | X  | X  | X  | X  | X  | X  | X  | X  | X  | X  | X  | X  | 15   |
| Contrarrelógio por equipas homens     |    |    |    | X  | X  |    |    |    |    |    |    |    |    |    |    |    | 2    |
| Velocidade Mulheres                   |    |    |    |    |    |    |    |    | X  | X  | X  | X  | X  | X  | X  | X  | 8    |
| 500 metros mulheres                   |    |    |    |    |    |    |    |    |    | X  |    |    | X  | X  | X  |    | 4    |
| Keirin mulheres                       |    |    |    |    |    |    |    |    |    |    |    |    |    |    |    | X  | 1    |
| Perseguição individual mulheres       |    |    |    |    |    |    |    |    |    | X  | X  | X  | X  | X  | X  |    | 6    |
| Corrida por pontos mulheres           |    |    |    |    |    |    |    |    |    |    |    |    | X  | X  | X  |    | 3    |
| Omnium mulheres                       |    |    |    |    |    |    |    |    |    |    |    |    |    |    |    | X  | 1    |
| Velocidade por equipas mulheres       |    |    |    |    |    |    |    |    |    |    |    |    |    |    |    | X  | 1    |
| Perseguição por equipas mulheres      |    |    |    |    |    |    |    |    |    |    |    |    |    |    |    | X  | 1    |
|                                       |    |    |    |    |    |    |    |    |    |    |    |    |    |    |    |    |      |
| Total                                 | 3  | 4  | 0  | 8  | 8  | 4  | 4  | 5  | 6  | 8  | 7  | 7  | 12 | 12 | 10 | 10 |      |

## Quadro das medalhas
| Ordem | País          | Medalha de ouro | Medalha de prata | Medalha de bronze | Total |
| ----- | ------------- | --------------- | ---------------- | ----------------- | ----- |
| 1     | Japão         | 52              | 52               | 25                | 129   |
| 2     | China         | 39              | 31               | 34                | 104   |
| 3     | Coreia do Sul | 33              | 30               | 39                | 102   |
| 4     | Tailândia     | 14              | 10               | 7                 | 31    |
| 5     | Cazaquistão   | 9               | 8                | 4                 | 21    |
| 6     | Hong Kong     | 9               | 5                | 7                 | 21    |
| 7     | Irão          | 5               | 10               | 14                | 29    |
| 8     | Indonésia     | 3               | 4                | 4                 | 11    |
| 9     | Malásia       | 3               | 5                | 4                 | 12    |
| 10    | Taipé Chinesa | 3               | 3                | 12                | 18    |
| 11    | Uzbequistão   | 2               | 1                | 1                 | 4     |
| 12    | Filipinas     | 1               | 2                | 8                 | 11    |
| 13    | Quirguistão   | 0               | 5                | 2                 | 7     |
| 14    | Mongólia      | 0               | 2                | 2                 | 4     |
| 15    | Paquistão     | 0               | 2                | 1                 | 3     |
| 16    | Vietname      | 0               | 1                | 3                 | 4     |
| 17    | Índia         | 0               | 1                | 2                 | 3     |
| 18    | Iraque        | 0               | 1                | 0                 | 1     |
| 19    | Sri Lanka     | 0               | 0                | 2                 | 2     |
| Total | Total         | 173             | 173              | 171               | 517   |